# 邪不压正
《邪不压正》是2018年中国大陆武俠动作喜剧片，由姜文导演，彭于晏、廖凡、周韵、许晴、泽田谦也、安地、姜文主演。影片改编自作家张北海武侠小说《侠隐》，讲述1936年发生在北平的间谍斗争。影片是姜文“民国三部曲”的终章，于2018年7月13日在中国大陆上映，9月6日在香港上映。
电影代表中国角逐第91届奥斯卡最佳外语片。

## 剧情
1936年的北平，青年侠士李天然为寻找十五年前师门血案的元凶，深入古都的胡同巷陌。随着他调查的深入，京城各路人马的斗智斗狠浮出水面，日本特务、亲日分子、豪门旧户、黑帮老大、交际花、外国记者等轮番上阵。而老百姓的日子依旧悠悠然地过着。庙会、堂会依循旧例；东城、西城一如往日。人情冷暖、旧京风华扑面而来。然而卢沟桥一声枪响，北平淹没在战争烟尘中。

## 演员
- 彭于晏 饰 李天然：一心報滅門血仇的年輕特務。
- 廖凡 饰 朱潜龙：表面英雄，實為滅門真兇的警長。
- 周韵 饰 关巧红：北平知名裁縫。(影射施劍翹)
- 许晴 饰 唐凤仪：一心追隨朱潜龙的上流交際花。
- 泽田谦也 饰 根本一郎：日本特務頭子。
- 安地 饰 华莱士·亨德勒：婦科大夫，李天然的美國養父，實則蓝青峰在美國的聯絡人。
- 姜文 饰 蓝青峰：李天然的實際上司。
- 史航 饰 潘悦然：巧红裁縫店的掌櫃/影評人。
- 李梦 饰 蓝兰：蓝青峰之女。
- 刘小宁 饰 师父：李、朱二人師父。
- 丁嘉丽 饰 师母：李、朱二人師母。
- 陈曦 饰 西姐：李、朱二人同門師姐妹。

## 制作
影片改编自旅美华人作家张北海武侠小说《侠隐》。
影片于2017年1月-6月拍摄，2017年6月14日于古北口杀青。
2017年3月10日，据报道金城武和彭于晏加盟剧组，影片正在西安西门内南马道巷拍摄。

## 音乐
| 名称           | 作曲        | 编曲   | 作词   | 演唱者 |
| -------------- | ----------- | ------ | ------ | ------ |
| 推广曲《偶遇》 | 埃里克·科茨 | 张亚东 | 林珺凡 | 王菲   |

## 发行
2018年2月5日，影片首款预告片和海报发布，宣布定档暑期。5月15日，影片定档7月13日。
2018年7月11日，影片首映礼在取景地之一的古北口举行。

## 评价
截至2024年8月8日，豆瓣评分7.0，时光网评分7.3。

## 獎項及提名

### 第55屆金馬獎
| 年份   | 獲提名                   | 獎項         | 結果 |
| ------ | ------------------------ | ------------ | ---- |
| 2018年 | 姜文                     | 最佳導演     | 提名 |
| 2018年 | 許晴                     | 最佳女配角   | 提名 |
| 2018年 | 王紹帥、楊月娟           | 最佳視覺效果 | 提名 |
| 2018年 | 柳青                     | 最佳美術設計 | 提名 |
| 2018年 | 董仲民、Uma WANG、張淑平 | 最佳造型設計 | 提名 |
| 2018年 | 何鈞、谷垣健治、嚴華     | 最佳動作設計 | 獲獎 |

### 第38屆香港電影金像獎
| 年份   | 獲提名       | 獎項             | 結果 |
| ------ | ------------ | ---------------- | ---- |
| 2018年 | 《邪不壓正》 | 最佳兩岸華語電影 | 提名 |